# کریستین باتملی
کریستین باتملی (انگلیسی: Christine Bottomley؛ زادهٔ ۲۷ آوریل ۱۹۷۹) بازیگر اهل بریتانیا است. وی از سال ۲۰۰۱ میلادی تاکنون مشغول فعالیت بوده‌است.
از فیلم‌ها یا برنامه‌های تلویزیونی که وی در آن نقش داشته‌است می‌توان به پیترلو، دامینا اشاره کرد.